# Elizabeth Allan
Elizabeth Allan (Skegness, 9 april 1908 - Hove, 27 juli 1990) was een Engels actrice.

## Carrière
Over Allans geboortedatum wordt gespeculeerd. Hoewel er wordt gedacht dat ze geboren is in 1910, wordt 1908 haar officiële geboortedatum genoemd. Ze werd geboren als vijfde kind en groeide op in Darlington. Daar stond ze ingeschreven bij de Plan Hall School. Haar ouders waren tegen haar keuze om actrice te worden, maar ze sloot zich aan bij de toneelschool Old Vic en maakte daar in 1927 haar theaterdebuut. In 1931 verscheen ze voor het eerst in een Britse film en op 6 juni 1932 trad ze in het huwelijk met haar agent Wilfred J. O Bryen.
Volgens Allan zorgde haar man voor haar doorbraak. Naar eigen zeggen was ze een zeer verlegen persoon en kon ze zichzelf niet staande houden in de industrie. Ze kreeg een filmcontract in Engeland en werd in 1933 benaderd om naast Maurice Chevalier te spelen in de Amerikaanse romantische komedie The Way to Love (1933). Wegens verplichtingen aan de studio waar ze werkte kon ze het aanbod niet accepteren. Toen haar contract in Europa ten einde kwam, tekende ze een contract met de Amerikaanse filmstudio Metro-Goldwyn-Mayer. Haar nieuwe contract, dat haar £12.000 per jaar verzekerde, kwam gelegen in deze periode, waar de Grote Depressie heerste. Haar eerste Amerikaanse hoofdrol was in Shanghai Madness (1933), een film met Spencer Tracy. Ze verliet de filmset echter en werd vervangen door Fay Wray.
Allans eerste Amerikaanse hoofdrol werd die in The Mystery of Mr. X (1934). Al snel werd ze het onderwerp van gesprek in roddeltijdschriften. Zo zou ze een affaire hebben gehad met Clark Gable en Marlene Dietrich. In 1935 bereikte ze het hoogtepunt in haar carrière, met rollen in David Copperfield en A Tale of Two Cities (1935). Ze kreeg veel publiciteit en werd dan ook de vrouwelijke hoofdrol gegund in The Citadel (1938). Rosalind Russell, de eerste keuze voor die rol, bleek plotseling beschikbaar te zijn en werd gecast. Allan was razend en herinnerde haar studiobaas Louis B. Mayer eraan dat er al bevestigingen waren gemaakt van haar participatie aan de film.
Mayer probeerde haar te kalmeren door haar een hoger salaris te bieden, maar Allan stapte naar de rechtbank en verloor uiteindelijk haar contract bij MGM. Hiermee liep ze tevens de rol van Katherine mis in Goodbye, Mr. Chips (1939). Deze ging uiteindelijk naar Greer Garson, een actrice die internationale bekendheid verwierf met die rol. Aan Allans carrière in Hollywood was onmiddellijk een einde gekomen. Mayer zette haar op de zwarte lijst en zorgde ervoor dat ze in de Verenigde Staten geen filmrol meer zou krijgen.
Allan verhuisde terug naar Engeland en zette daar haar filmcarrière voort. In 1942 was ze voor het eerst in Technicolor te zien, in The Great Mr. Handel. Na een rol in He Snoops to Conquer (1944) besloot ze met pensioen te gaan. Echter, al in 1949 maakte ze een comeback, toen vriendin Myrna Loy haar vroeg naast haar te spelen in een Britse film, That Dangerous Age. Na een rol naast James Stewart en Dietrich in No Highway in the Sky (1951) ging ze de televisieindustrie in. Ze werd jurylid in de spelshow What's My Line? en groeide uit tot een van de meest geliefde televisiepersoonlijkheden. Na het overlijden van haar man in 1977 ging Allan met pensioen. Ze stierf 13 jaar later, op 82-jarige leeftijd.

## Filmografie (selectie)
- Bibliothèque nationale de France: cb14006047t (data)
- Gemeinsame Normdatei: 1019308702
- International Standard Name Identifier: 0000 0000 2622 787X
- Library of Congress Control Number: n86138548
- Nationale Bibliotheek van Israël: 987007604749305171
- SNAC: w6rk83v0
- Système universitaire de documentation: 092267467
- Virtual International Authority File: 14969563
- WorldCat: E39PBJp9y46vRv7thjR8CdbmVC